# Bulonga indeterminata
Bulonga indeterminata är en fjärilsart som beskrevs av Walker 1862. Bulonga indeterminata ingår i släktet Bulonga och familjen mätare. Inga underarter finns listade i Catalogue of Life.